# 李泽华 (记者)
李泽华（英語：Kcriss Li，1995年—），前中央广播电视总台节目主持人，中国公民记者、YouTuber，本科毕业于中国传媒大学，硕士毕业于罗切斯特大学。

## 生平

### 主持人
2013年6月16日，创建名为“Kcriss Li李澤華”的YouTube频道。
2014年7月，在拉萨人民广播电视台担当《新闻快报》、《都市导航》、《乐在味中》主播，并为节目进行前期采编和后期制作。11月，担任第十一届全国大学生一分钟影像大赛主持人。同年12月，于“蜻蜓FM”电台任节目主播、配音员。
2015年10月，担任第二届中国舞蹈家协会街舞委员会年会主持人（后连续两年继续担任）。
2016年3月，进入中央人民广播电台中国之声实习，并担任两会特别报道《直通北上广》大学生主播。6月，进入入中央人民广播电台FM99.6中国高速公路交通广播，担任整点新闻实习播音员。11月，于北京中山公园音乐堂“齐越朗诵艺术节朗诵会” 朗诵作品《阿房宫赋》，获一等奖。之后于12月作为演出嘉宾，出席2016重庆市播音主持协会专业学术交流会、朗诵大会优秀作品展演会。
2017年3月，担任凤凰卫视全球华人盛典画外主持与全程VO配音。4月，担任联想2017全球KO誓师大会大中华区分会画外主持人。同年5月，再次代表内地优秀朗诵者赴香港、澳门等地进行展演。
2018年1月，出席《未来演说家》2018大赛发布会，加入大赛专家评审团。
2021年8月，前往位于美国纽约州的罗切斯特大学攻读硕士研究生，以转专业身份学习计算机科学专业。

### 失联
2020年2月26日，李泽华于武汉失联，疑似被捕。李泽华在武汉曾去过百步亭社区、武汉市殡仪馆、武昌火车站、P4实验室，期间曾被尾随。直播失联之前，李泽华在YouTube放出名为“我正在被搜查！！！我正在被搜查！！！”於開車行徑時的直播，於打開車门後，直播中断。
2020年4月1日，美国印第安纳州共和党议员Jim Banks向美国国务院提出请求调查中国三名记者失联的事件，其中包括李泽华、陳秋實與方斌。
2020年4月22日，李泽华的YouTube频道发布了自称录制于4月16日的视频，讲述了2月26日以来的情况。他证实自己在当日被中国公安以涉嫌扰乱公共秩序罪的名义带至武汉市青山区八大家派出所，接受询问、作笔录至次日晚上。笔录结束后李泽华被派出所所长告知不予处罚，但因曾到过高危疫区而需接受隔离。随后李泽华被没收一切电子设备并被送至隔离点。3月14日早晨，李泽华离开武汉市的隔离点，并被武汉市青山区卫健委工作人员送至其老家的隔离点继续隔离，隔离结束后一直陪伴家人并考虑此后的发展方向。在视频的最后，他引用了《尚书·大禹谟》中的“人心惟危，道心惟微；惟精惟一，允执厥中”。

### 外界采访
2023年1月，李泽华在近三年的沉默后重新出现在公众视野中，接受了一次采访。在采访中，他回顾了导致他2020年2月被捕的事件，并重申了他对中国公民缺乏自由以及对中国共产党的极权主义和暴政的不满。

2023年3月，李泽华在另一次采访中表示，他已从文科转向理科，学习计算机科学，并从罗彻斯特大学毕业后在一个人工智能实验室做研究助理工作。
2024年8月24日，王志安的《局面》Youtbe频道访谈放出了对李泽华的专访，在视频中，李泽华详细回顾了他在武汉被捕的完整经历，以及他被带走之后的转折和感想。

## 外部連結
- YouTube上的Kcriss Li李澤華
- 李泽华的X（前Twitter）
- 李泽华的新浪微博